# Center for Alternatives to Animal Testing
El Johns Hopkins University Center for Alternatives to Animal Testing (CAAT, en castellano "Centro Universitario para las Alternativas a la Experimentación en Animales Johns Hopkins") ha trabajado con científicos, desde 1981, para encontrar nuevos métodos para reemplazar el uso de animales de laboratorio en experimentos, reducir el número de animales en los que se experimenta y perfeccionar las pruebas necesarias para eliminar el dolor y la angustia (las Tres R descritas en los Principles of Humane Experimental Technique de Russell y Burch). CAAT es un centro académico basado en al ciencia afiliado al Johns Hopkins Bloomberg School of Public Health.
CAAT promueve las ciencias humanas apoyando la creación, el desarrollo, la validación y el uso de alternativas a los animales en la investigación, las pruebas de seguridad de productos y la educación. No es un grupo activista; más bien, busca lograr cambios trabajando con científicos de la industria, el gobierno y el mundo académico para encontrar nuevas formas de reemplazar a los animales por métodos que no empleen animales, reducir el número de animales necesarios o perfeccionar los métodos para hacerlos menos dolorosos o estresantes para los animales involucrados. CAAT ha ofrecido subvenciones desde 1993 para financiar el desarrollo de métodos de prueba in vitro sin animales que pueden reemplazar el uso de animales de laboratorio en ciertas pruebas.
Desde 2013, CAAT copatrocinó un simposio anual con el Animal Welfare Information Center (National Agricultural Library, USDA) y la Office of Laboratory Animal Welfare (NIH) sobre las Tres R. Los primeros seis simposios se centraron en el alojamiento social de animales de laboratorio, ya que se ha demostrado que albergar especies sociales con otros animales de su especie mejora el bienestar animal. El simposio más reciente, "7th Annual 3Rs Symposium: Practical Solutions and Success Stories" (en castellano "Séptimo Simposio Anual de las 3R: Soluciones prácticas e historias de éxito"), se llevó a cabo virtualmente del 4 al 5 de junio de 2020 y abordó temas en todo el espectro de las Tres R, incluido el uso de organoides cerebrales para estudiar enfermedades infecciosas como el COVID-19 o el Zika, usando Escalas Grimace para acceder al dolor de los animales, realizando entrenamiento de refuerzo positivo de animales de laboratorio y usando pautas como ARRIVE y PREPARE para diseñar experimentos que utilicen menos animales.
CAAT organiza una Escuela de Verano anual en la Johns Hopkins School of Public Health en Baltimore, Maryland, para que los miembros de la comunidad de animales de laboratorio compartan innovaciones y técnicas en las 3R.